# Agapornis swindernianus
O inseparável-de-colar  ou inseparável-acollarado (Agapornis swindernianus) é uma espécie de psitascídeo do gênero Agapornis. Ao contrário das outras oito espécies do gênero,não é domesticável devido à sua alimentação depender de uma espécie de figo nativo do habitat natural.